# Marco Belinelli
Marco Stefano Belinelli (* 25. März 1986 in San Giovanni in Persiceto, Provinz Bologna) ist ein ehemaliger italienischer Basketballspieler. Belinelli spielte 13 Jahre in der NBA. Zuletzt war er von 2020 bis 2025 bei Virtus Bologna aktiv.

## Karriere

### Italien
Seine Karriere in der ersten Mannschaft von Virtus Bologna begann Belinelli bereits kurz nach seinem 16. Geburtstag. Nach dem Gewinn der italienischen Meisterschaft 2003 geriet der Verein in finanzielle Schwierigkeiten und Belinelli wechselte zum Stadtrivalen Fortitudo. Dort bekam er immer mehr Spielzeit in der italienischen Meisterschaft, deren Finale er in seinen ersten drei Jahren bei Fortitudo jedes Mal erreichte und die er 2005 gewann, wie auch in der EuroLeague, wo er unter anderem im Endspiel 2004 zum Einsatz kam. In der Saison 2005/06 entwickelte er sich dann zum Leistungsträger und konnte auch im folgenden Jahr seine Punkteausbeute in der Serie A weiter ausbauen.

### NBA
Im NBA-Draft 2007 wurde Belinelli an 18. Stelle von den Golden State Warriors ausgewählt und beeindruckte in der NBA Summer League mit seinen Leistungen. Zwar hatte er noch einen Vertrag bis 2008 bei Fortitudo, doch erreichten die Kalifornier eine Einigung mit dem italienischen Verein und gaben am 16. Juli 2007 Belinellis Wechsel in die NBA bekannt. Während er in seiner ersten NBA-Saison nur wenig zum Einsatz kam, sicherte er sich gegen Ende 2008 einen Platz in der Stammformation der Warriors. Am 30. Juli 2009 wurde er für Devean George zu den Toronto Raptors getauscht, wechselte aber bereits ein Jahr später zu den New Orleans Hornets.
Im Sommer 2012 unterschrieb er einen Vertrag bei den Chicago Bulls. Trotz des Fehlens von Starspieler Derrick Rose zogen die Bulls in das Conference-Halbfinale ein, wo sie dem späteren Meister Miami Heat unterlagen. Anschließend wechselte Belinelli zum Vorjahresfinalisten, den San Antonio Spurs. Im Rahmen des All-Star Weekends 2014 entschied er den Dreipunkte-Wettbewerb für sich, und am Ende der Saison 2013/14 gewann Belinelli mit den Spurs die NBA-Meisterschaft.
Nach Ablauf seines Vertrages bei den Spurs wechselte Belinelli innerhalb der NBA zu den Sacramento Kings und unterzeichnete dort einen Vertrag bis 2018. Bereits nach einer Saison wurde er zu den Charlotte Hornets transferiert. Nach dem Ende der Saison 2016/17 wurde er am 20. Juni 2017 zusammen mit Miles Plumlee gegen Dwight Howard an die Atlanta Hawks abgegeben. Im Februar 2018 wurde er von den Hawks entlassen und schloss sich für den Rest der Saison den Philadelphia 76ers an. Im Juli 2018 unterschrieb Belinelli wieder bei den Spurs. Nach zwei Jahren bei den Texanern wechselte Belinelli nach Italien zurück. In 13 NBA-Jahren absolvierte Belinelli 860 Saisonspiele und erzielte dabei 9,7 Punkte, 2,1 Rebounds und 1,7 Assists pro Spiel.

### Rückkehr nach Italien
Belinelli kehrte im November 2020 zu seinem Jugend- und Heimatklub Virtus Bologna zurück und unterschrieb einen Dreijahresvertrag. Mit Bologna gewann er im Mai 2022 den EuroCup, im Endspiel kam Belinelli auf 12 Punkte. In der Saison 2024/25 wurde er mit der Mannschaft italienischer Meister.
Im August 2025 gab der 39-jährige das Ende seiner aktiven Spielerkarriere bekannt.

## Nationalmannschaft
Bereits bei der WM 2006, Bellinellis erstem großen Turnier in der italienischen A-Nationalmannschaft, war er bester Korbschütze der Mannschaft und erzielte allein gegen die USA 25 Punkte. Auch bei der EM 2007 war er bester Punktesammler Italiens, dennoch erreichte die Mannschaft nicht das Viertelfinale, auch weil Belinelli Mitte des zweiten Viertels im entscheidenden Spiel gegen Deutschland ausfiel und erst im letzten Viertel wieder zum Einsatz kam. Trotzdem kam Belinelli auf 25 Punkte und war der beste Spieler der Begegnung. An den Europameisterschaften 2011, 2013, 2015 und 2017 nahm er ebenfalls teil.